# Erucius
Erucius es un género de saltamontes, el único género de la subfamilia Eruciinae, familia Chorotypidae. Erucius se distribuye en el Sudeste asiático (Vietnam, Indonesia, Malasia, Brunéi, Singapur, Filipinas).

## Especies

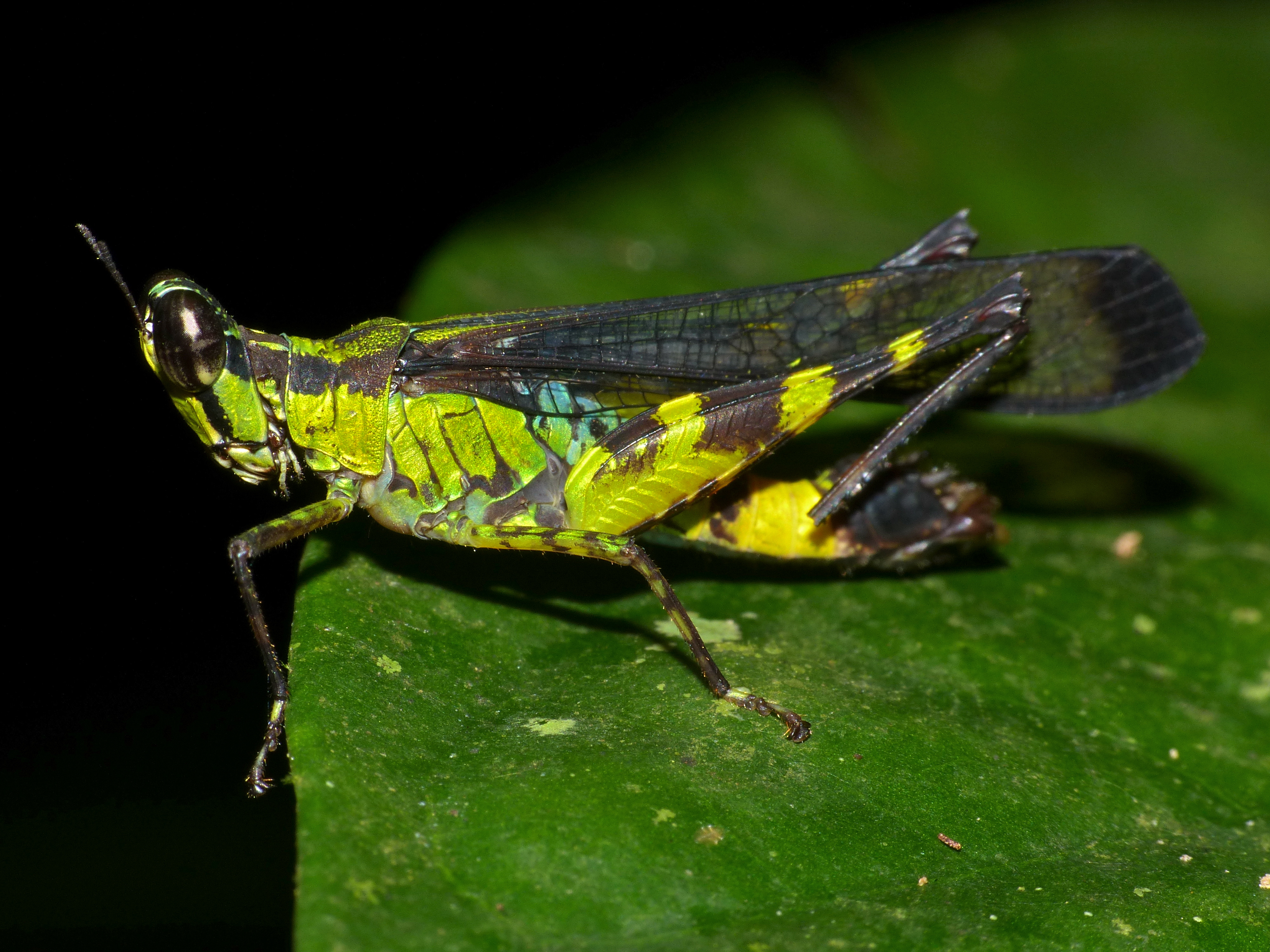
Erucius sin identificar

Las siguientes especies pertenecen al género Erucius:

### SubgéneroCurieus, Bolívar, 1930
- Erucius mjobergi Bolívar, 1944
- Erucius tenuis Brunner von Wattenwyl, 1898

### SubgéneroEucius, Stål, 1875
- Erucius apicalis (Westwood, 1841)
- Erucius bifasciatus Stål, 1877
- Erucius brunneri Bolívar, 1914
- Erucius dimidiatipes Bolívar, 1898
- Erucius dusmeti Bolívar, 1930
- Erucius erianthoides Bolívar, 1944
- Erucius fruhstorferi Bolívar, 1930
- Erucius labuanensis Bolívar, 1930
- Erucius magnificus Rehn, 1904
- Erucius moultoni Bolívar, 1930
- Erucius pictus Saussure, 1903
- Erucius sarawakensis Bolívar, 1944
- Erucius singularis Bolívar, 1944
- Erucius stali Bolívar, 1930
- Erucius staudingeri Bolívar, 1930
- Erucius vitreus (Westwood, 1841)
- Erucius willemsei Bolívar, 1930